# 泽伊德拉伦
泽伊德拉伦（53°5′39″N 6°41′4″E / 53.09417°N 6.68444°E）是荷兰德伦特省的一个村庄，是蒂纳洛大区的一部分，位于天然高地洪斯吕赫处。2007年12月31日的普查显示该地人口为10,080人。